# Max Park
Pour les articles homonymes, voir Park.
Max Park,  né le 28 novembre 2001, est un champion américain de speedcubing, activité consistant à résoudre un Rubik's Cube le plus rapidement possible. Il est l'ancien détenteur record du monde sur une résolution 3x3x3 (selon les traditions WCA, World Cube Association), 3,13 secondes le 11 juin 2023. Il bat ainsi le précédent record, qui était de 3s 47, réalisé par le chinois Yusheng Du, le 24 novembre 2018.

## Biographie
C'est pour lutter contre son autisme que les parents de Max Park lui font commencer le cubing. Il connait aussi alors des problèmes de motricité fine, comme l'impossibilité d'ouvrir des bouteilles d'eau.
À l'âge de dix ans, il remporte la deuxième compétition à laquelle il participe, un concours de résolution 6x6x6, compétition disputée par des étudiants du MIT, Massachusetts Institute of Technology, et Caltech, California Institute of Technology.
Par la suite, il détient les records du monde en 4x4x4, 5x5x5 et 6x6x6. Il remporte le championnat du monde 2017 à Paris en 3x3x3 et 3x3x3 à une main, et se classe troisième en 5x5x5 et 6x6x6.
En septembre 2019, il remporte deux titres lors de la deuxième édition de la Red Bull Rubik's Cube World Cup.
En juin 2023, il obtient le temps record de 3,134 secondes pour la résolution d'un cube 3x3x3, battant le précédent record de 3,47 secondes détenu par Yusheng Du en 2018.
Aux championnats du monde 2023 à Incheon, il remporte les épreuves du 7x7x7, du 5x5x5 et du 3x3x3. Sa victoire en finale du 3x3x3 est la plus serrée de l’histoire des championnats du monde, puisqu'il n’a qu’un centième de seconde d’avance (5 s 31 contre 5s 32) sur le très jeune prodige chinois Yiheng Wang (10 ans).

## Classements notables
| Discipline       | Type       | Temps         | Classement mondial |
| ---------------- | ---------- | ------------- | ------------------ |
| 3x3x3            | Individuel | 3 s 13        | 1                  |
| 3x3x3            | Moyenne    | 4 s 86        | 4                  |
| 4x4x4            | Individuel | 15 s 71       | 1                  |
| 4x4x4            | Moyenne    | 19 s 38       | 1                  |
| 5x5x5            | Individuel | 32 s 52       | 1                  |
| 5x5x5            | Moyenne    | 35 s 94       | 1                  |
| 6x6x6            | Individuel | 58 s 03       | 1                  |
| 6x6x6            | Moyenne    | 1 min 7 s 11  | 2                  |
| 7x7x7            | Individuel | 1 min 35 s 68 | 1                  |
| 7x7x7            | Moyenne    | 1 min 39 s 68 | 1                  |
| 3x3x3 à une main | Individuel | 6 s 20        | 1                  |
| 3x3x3 à une main | Moyenne    | 8 s 62        | 2                  |